# Ludolf von Krehl
Albrecht Ludolf (von) Krehl, född 26 december 1861 i Leipzig, död 26 maj 1937 i Heidelberg, var en tysk läkare; son till orientalisten Ludolf Krehl, bror till Stephan Krehl.
Krehl blev 1892 e.o. professor i Jena samt professor 1899 i Marburg, 1904 i Strassburg och 1907 i Heidelberg. Hans huvudarbete är Pathologische Physiologie (1892; tionde upplagan 1920). Han adlades 1904.